# Сан Франческо (Авелино)
Сан Франческо је насеље у Италији у округу Авелино, региону Кампанија.
Према процени из 2011. у насељу је живело 43 становника. Насеље се налази на надморској висини од 535 м.